# Ясь Олексій Васильович
Олексій Васильович Ясь (нар. 2 жовтня 1967, Київ) — український історик, фахівець з української історіографії та інтелектуальної історії XIX-XX століть, доктор історичних наук (2014), член-кореспондент НАН України (2021).

## Життєпис
Народився 2 жовтня 1967 року в Києві. У 1993 році з відзнакою закінчив історичний факультет Київського державного університету, 1997 року — аспірантуру заочної форми навчання Інституту історії України НАН України.
З червня 1993 року — інженер-дослідник, молодший науковий співробітник, науковий співробітник, старший науковий співробітник, а від січня 2017 року — провідний науковий співробітник відділу української історіографії Інституту історії України НАН України.
У квітні 2000 року, під керівництвом доктора історичних наук Ю. А. Пінчука, захистив кандидатську дисертацію «Державницька традиція в українській зарубіжній історичній науці 1945—1991 рр.».
У грудні 2014 року захистив докторську дисертацію «Українські історики у світлі культурних епох і стилів мислення початку XIX — 80-х років XX ст.» (науковий консультант академік НАН України В. А. Смолій).
Нагороджений Почесною грамотою Верховної Ради України (2011). Заслужений діяч науки і техніки України (2016). 
Книга О. Яся «Багатоликий Микола Костомаров»» посіла перше місце у Всеукраїнському рейтингу «Книжка року 2018» в номінації «Минувшина. Біографії / Мемуари» та у ІІ Всеукраїнському бібліотечному «Біографічному Рейтингу — 2018» у номінації «Життєпис». 
Лауреат Премії НАН України імені М. І. Костомарова за серію праць з української історіографії XIX—XX ст. (2019).
З 2021 року — член кореспондент НАН України. Дійсний член Наукового товариства імені Шевченка (2022).

## Основні праці
- Темпоральності війни. Сучасна російсько-українська війна на перехрестях історичного часу / За ред. В. Смолія. Текст. дані. — Київ: НАН України. Ін-т історії України, 2024. — 178 с. Об’єм даних 1,63 Мb https://doi.org/10.15407/book1-0018335
- Сучасна російсько-українська війна у світлі історичного й соціогуманітарного знання. Довідкові та методичні матеріали для термінологічного словника / За ред. В. Смолія. Текст. дані. — Київ: НАН України. Ін-т історії України, 2024. — 60 с. Об’єм даних 1,67 Mb.  https://www.academia.edu/126047800
- Війна у проєкціях і конструкціях історичного часу // Вісник НАН України. — 2023. — № 4. — С. 62–71.
- Інституціональні ювілеї у світлі історії Наукового товариства імені Шевченка  // Український історичний журнал. — 2023. — № 6. — С. 93–115.
- Компаративні історії: інструментальні можливості, порівняльні перспективи та пізнавальні ліміти: Аналітична записка. — Київ: НАН України. Ін-т історії України, 2023. — 50 с.
- На зламах історичного часу, або Темпоральні образи сучасної російсько-української війни: лекція. — Київ: НАН України. Ін-т історії України, 2023. — 68 с.
- Росія як Мордор: фентезійні алюзії у сучасних воєнних наративах // Український історичний журнал. — 2023. — № 5. — С. 5–22.
- Романтизм і неоромантизм у компаративному світлі // Український історичний журнал. — 2022. — № 6. — С. 159–172.
- Сучасна російсько-українська війна у світлі постколоніалізму // Вісник НАН України. — 2022. — № 6. — С. 3–16. (у співавторстві).
- Українська соціогуманітаристика воєнної доби: виклики, перспективи, можливості // Український історичний журнал. — 2022. — № 4. — С. 55-70. (у співавторстві).
- Representation of Ukraine as colony in Ukrainian and Russian Historiography // Ireland and Ukraine. Studies in Comparative Imperial and National History / Eds. by S. Velychenko, J. Ruane, and L. Hrynevych. — Stuttgart: Ibidem-Verlag, 2022. — P. 159–176.
- Василь Стефаник у світлі історіографічної та культурної рецепції (До 150-річчя від дня народження) // Вісник НАН України. — 2021. — № 5. — С. 3–11.
- Експедиція 1932 р. для обстеження промисловості Правобережного (Київського) Полісся як незавершений науковий проєкт Олександра Оглоблина // Академічна традиція українського зарубіжжя: історія і сучасність. Liber amicorum на пошану президента УВАН у США проф. Альберта Кіпи / Відп. ред. І. Гирич і Л. Рудницький. — Нью-Йорк; Київ: УВАН у США, ВД «Простір», 2021. — С. 211–231.
- Історіографічна класика. Антологія української історичної думки XIX—XX ст. / Відп. ред. і авт. вступ. слова В. Смолій; авт. супровідних статей, укладач приміток, коментарів, покажчиків і бібліографії О. Ясь. — Київ: НАН України. Ін-т історії України, 2020. — 600 с.
- Концепції генерацій: культурне походження, міждисциплінарні виміри, інструментальні можливості та пізнавальні ліміти // Academia Terra Historiae. Студії на пошану Валерія Смолія: У 2-х кн. / Відп. ред. Г. Боряк.  — Київ, 2020. — Кн. 2: Простори історика.  — С. 19–42.
- Олена Апанович та Олена Компан у культурному просторі української радянської історіографії, або дві версії модернізації історичного наративу 1960-х — початку 1970-х років // Архіви України. — 2020. — № 3. — С. 32–52.
- Олена Апанович та Олена Компан у культурному просторі української радянської історіографії, або дві версії модернізації історичного наративу 1960-х – початку 1970-х років // Архіви України. — 2020. — № 3. — С. 32–52.
- Українська радянська історіографія: культурні терени та просторово-регіональна конфігурація // Удод О., Ясь О. Культурний простір української історіографії у світлі радянізації та соціокультурних трансформацій XX — початку XXI ст. / За ред. В. Смолія. — Київ: НАН України. Ін-т історії України, 2020. — С. 10–170.
- Економічна історія; вибрана бібліографія до розділу «Економічна історія» // Нариси з соціокультурної історії українського історієписання: субдисциплінарні напрями — 2: колект. монографія / За заг. ред. В. Смолія. — Київ: Генеза, 2019. — С. 170—221, 260—275.
- Ясь О. Багатоликий Микола Костомаров / заг. ред. і вступ. сл. В. Смолія. — Київ : Либідь, 2018. — 304 с. — ISBN 978-966-06-0757-6.
- «Великі повороти» соціогуманітарного знання в історії історієписання XX ст.: українська проекція // Український історичний журнал. — 2018. — № 5.
- Ідея академії в українській науковій і громадській думці кінця XIX — початку XX ст.: тексти та контексти // Український історичний журнал. — 2018. — № 6.
- Інтелектуальна історія; вибрана бібліографія до розділу «Інтелектуальна історія» // Нариси з соціокультурної історії українського історієписання: субдисциплінарні напрями: колект. монографія / За заг. ред. В. Смолія. — Київ: Генеза, 2018. — С. 5–59, 235—246.
- Народження Академії. Коротка хроніка 1918 року, або як це було… // Вісник НАН України. — 2018. — № 11.
- Вступна стаття до фантасмагорії М. І. Костомарова «Скотской бунт. Письмо малороссийского помещика к своему петербургскому приятелю (До 200-річчя від дня народження М. І. Костомарова та 100-ліття першої публікації „Скотского бунта“)» // Український історичний журнал. — 2017. — № 1.
- Вступна стаття до розвідки Д. І. Чижевського «Культурно-історичні епохи» // Український історичний журнал. — 2017. — № 2.
- «Український історичний журнал» у дзеркалі діаспорних часописів: дайджест 1958—1992 рр. / вступна стаття та публікація // Український історичний журнал. — 2017. — № 6.
- Вступна стаття до розвідки О. С. Компан «Кипень у „казані історії“» (до 100-річчя від дня народження автора статті — Олени Станіславівни Компан) // Український історичний журнал. — 2016. — № 2.
- «На чолі республіканської науки…». Інститут історії України (1936—1986): Нариси з інституціональної та інтелектуальної історії (До 80-річчя установи) / Вступне слово та наук. ред. В. Смолія. — Київ, 2016. — 542 с.
- Як навчити громадянина мислити. Неювілейні думки. До 150-річчя з дня народження Михайла Грушевського та 80-річчя Інституту історії України [Архівовано 7 листопада 2016 у Wayback Machine.] // Урядовий кур'єр. — 2016. — № 207 (5827). — 4 листопада. — С. 6. (у співавторстві).
- Вступна стаття до розвідки Л.-Р. Р. Біласа «Історія як спокусник» // Український історичний журнал. — 2015. — № 4.
- Вступна стаття до розвідки В. П. Петрова «Наш час як він є (З приводу статті Нормана Казнса „Несучасність сучасної людини“)» // Український історичний журнал. — 2015. — № 3.
- Вступна стаття до розвідки О. Й. Пріцака «Що таке історія України?» // Український історичний журнал. — 2015. — № 1.
- Історіографічна дискусія 1823 р.: рецензія О. Мартоса та лист Д. Бантиша-Каменського до видавця журналу «Сын Отечества» // Український історичний журнал. — 2015. — № 5.
- Історик і стиль. Визначні постаті українського історіописання у світлі культурних епох (початок XIX — 80-т роки XX ст.): Монографія: У 2 ч. / за ред. В. А. Смолія. — Київ, 2014. — Ч. 1. — 587 с.; Ч. 2. — 650 с.
- «Покаянные» и «обличительные» тексты украинских историков первой половины 1930-х гг. как способ организации культурного пространства тоталитарного общества // Советские нации и национальная политика в 1920–1950-е годы: Материалы VI международной научной конференции. Киев, 10–12 октября 2013 г. — Москва, 2014.
- Українські історики у світлі культурних епох і стилів мислення початку ХІХ — 80-х років ХХ ст.: Автореф. дис. … доктора іст. наук: 07.00.06 / НАН України. Ін-т історії України. — Київ, 2014. — 40 с.
- Фактологічний аудіожурнал «Україна — Єдина Країна». Данило Яневський і Олексій Ясь про Дмитра Бантиша-Каменського. — Частина 1, Частина 2 (жовтень 2014).
- Людина модерна та людина історична, або Переддень «антропологічного повороту» у рецепції Бориса Крупницького // Український археографічний щорічник: Нова серія. — Том 21, випуск 18. — Київ, 2013.
- Традиції великих історичних наративів у світлі культурних епох кінця XVIII—XX ст. // Український історичний журнал. — 2012. — № 5.
- «Історія — точна наука…». Інтелектуальні пошуки Олени Компан // День. — 2010, 2–3 квітня. — № 58/59.
- Надати історії привабливості роману… Творче кредо Миколи Костомарова // День. — 2010. — 19–20 лютого. — № 29/30.
- Цей загадковий «культ» громади… Інтелектуальний світ Володимира Антоновича [Архівовано 14 травня 2014 у Wayback Machine.] // День. — 2010. — 15–16 січня. — № 4/5.
- Два образи Старої України: візії О. Лазаревського й О. Оглоблина // Український історичний журнал. — 2009. — № 3.
- «Свій» серед «чужих», «чужий» серед «своїх». «История Малой России» Д. Бантиша–Каменського у світлі українсько–російського культурного перехрестя (до 220–річчя Дмитра Бантиша-Каменського) // Український історичний журнал. — 2009. — № 2.
- Рецензія у науковій творчості історика: проблеми різновидів та функціонального призначення // Україна модерна. — 2007. — Число 12/1.
- Дослідницький інструментарій та інтелектуальні засади «Истории Малороссии» Миколи Маркевича [Архівовано 8 квітня 2015 у Wayback Machine.] // Український історичний журнал. — 2006. — № 1.
- Микола Андрусяк та його спадщина (матеріали до біобібліографії) // Спеціальні історичні дисципліни: питання теорії та методики: Збірка наукових праць: У 2 частинах. — Число 13, част.1. — Київ, 2006.
- З історії методико-технічних прийомів науково–дослідної праці: «летючі картки» та конспективні записи //  Спеціальні історичні дисципліни: питання теорії та методики: Зб. наук. пр. — Число 12. — Київ, 2005.
- Микола Костомаров: Віхи життя і творчості: Енциклопедичний довідник. — Київ, 2005. — 543 с. (у співавторстві)
- Українська зарубіжна історіографія 1945—1991 рр. у світлі рефлексій її репрезентантів // Ейдос. — 2005. — Випуск 1.
- Конструкція часу в історіописанні Миколи Костомарова // Україна в Центрально-Східній Європі (з найдавніших часів до кінця XVIII ст.). — Випуск 5. — Київ, 2005.
- Сила і безсилля. Соціальні функції козацтва в інтерпретаціях українських-істориків романтиків XIX ст. (методичний інструментарій та техніка викладу) // Соціум. — 2004. — Випуск 4.
- Постать і науковий доробок Ф. П. Шевченка: погляд з того боку «залізної завіси» // Український історичний журнал. — 2004. — № 4.
- Монографічні студії в українській історіографії другої половини XIX ст. // Історіографічні дослідження в Україні. — Випуск 14. — Київ, 2004. https://www.academia.edu/24496662
- Борис Крупницький // Український історичний журнал. — 2004. — № 5-6. http://history.org.ua/JournALL/journal/2004/5/3.pdf [Архівовано 11 лютого 2015 у Wayback Machine.]  http://history.org.ua/JournALL/journal/2004/6/7.pdf [Архівовано 8 квітня 2015 у Wayback Machine.]
- Образи Переяслава в українській історіографії академічної доби (початок XIX — кінець 80-х років XX століття) // Переяславська рада 1654 року: Історіографія та дослідження. — Київ, 2003.
- З методики історичного дослідження (кілька думок щодо вибору теми і формулювання проблеми) // Історичний журнал. — 2003. — № 1.
- Україна: віхи історії: Альбом. — Київ, 2001. — 432 с. (перевидано — Київ, 2003) (у співавторстві). https://www.academia.edu/35332320 https://www.academia.edu/35332374
- Архітектоніка та техніка викладу в студії В'ячеслава Липинського «Листи до братів-хліборобів» // Історіографічні дослідження в Україні. — Випуск 11. — Київ, 2002. https://www.academia.edu/21621899 [Архівовано 24 січня 2022 у Wayback Machine.]
- Між традиціями і модерном: методологічні проблеми української зарубіжної історіографії у світлі наукових дискусій (кінець 50-х — початок 60-х років XX ст.) // Спеціальні історичні дисципліни: питання теорії та методики: Збірка наукових праць та спогадів: У 2 частинах — Число 6 (7), Частина 2. — Київ, 2001. https://www.academia.edu/24851559
- Українська зарубіжна історіографія 1945—1991 рр.: проблема поколінь та організація дослідницької праці // Спеціальні історичні дисципліни: питання теорії та методики. Число 5 / Історіографічні дослідження в Україні [Вип. 10]: Об'єднаний випуск зб. наук. праць на пошану акад. В. А. Смолія: У 2 частинах — Частина 2: Історіографія. — Київ, 2000.
- Генеалогічна ідея в науковій творчості та методології О. П. Оглоблина // Спеціальні історичні дисципліни: питання теорії та методики: Зб. наук. праць та спогадів. — Число 4, Частина 1. — Київ, 2000.
- Греки на українських теренах: Нариси з етнічної історії. Документи, матеріали, карти. — Київ, 2000. — 488 с. (у співавторстві).
- Державницький напрям української історіографії та його інтелектуальна спадщина // Історіографічні дослідження в Україні. — Випуск 7. — Київ, 1999.
- Оцінка наукової спадщини Миколи Костомарова в українській зарубіжній історіографії (1945—1991) // Історіографічні дослідження в Україні. — Випуск 8. — Київ, 1998.
- Часопис «Рід та Знамено» і його внесок у розвиток української еміграційної історіографії // Бібліотечний вісник. — 1997. — № 1 (у співавторстві).
- Проблема наукової традиції і сучасна українська історіографія // Спеціальні історичні дисципліни: питання теорії та методики. — Число 1. — Київ, 1997.
- Лев Окіншевич та його есе «Між Заходом і Сходом» // Розбудова держави. — 1997. — № 7/8.
- Українська історіографія та етно-психологія Володимира Янева (Суб'єктивні нотатки з приводу однієї наукової галузі) // Розбудова держави. — 1996. — № 10.
- Персональна бібліографія істориків діаспори // Бібліотечний вісник. — 1996. — № 2.
- Понятійний апарат історичної науки і українська історіографія: сучасний стан та перспективи розробки // Історична наука на порозі XXI століття: підсумки та перспективи: Матеріалили Всеукраїнської наукової конференції — Харків, 1995.
- Державницький напрям в українській історіографії першої третини XX ст.: становлення, формування, вплив // Історія українського середньовіччя: Козацька доба: Збірка наукових праць (На пошану О. М. Апанович): У 2 частинах — Частина 1. — Київ, 1995.
- Благодійність як атрибут громадянського суспільства: історія і сучасність // Розбудова держави. — 1994. —  № 6. (у співавторстві).